# IBM 5100

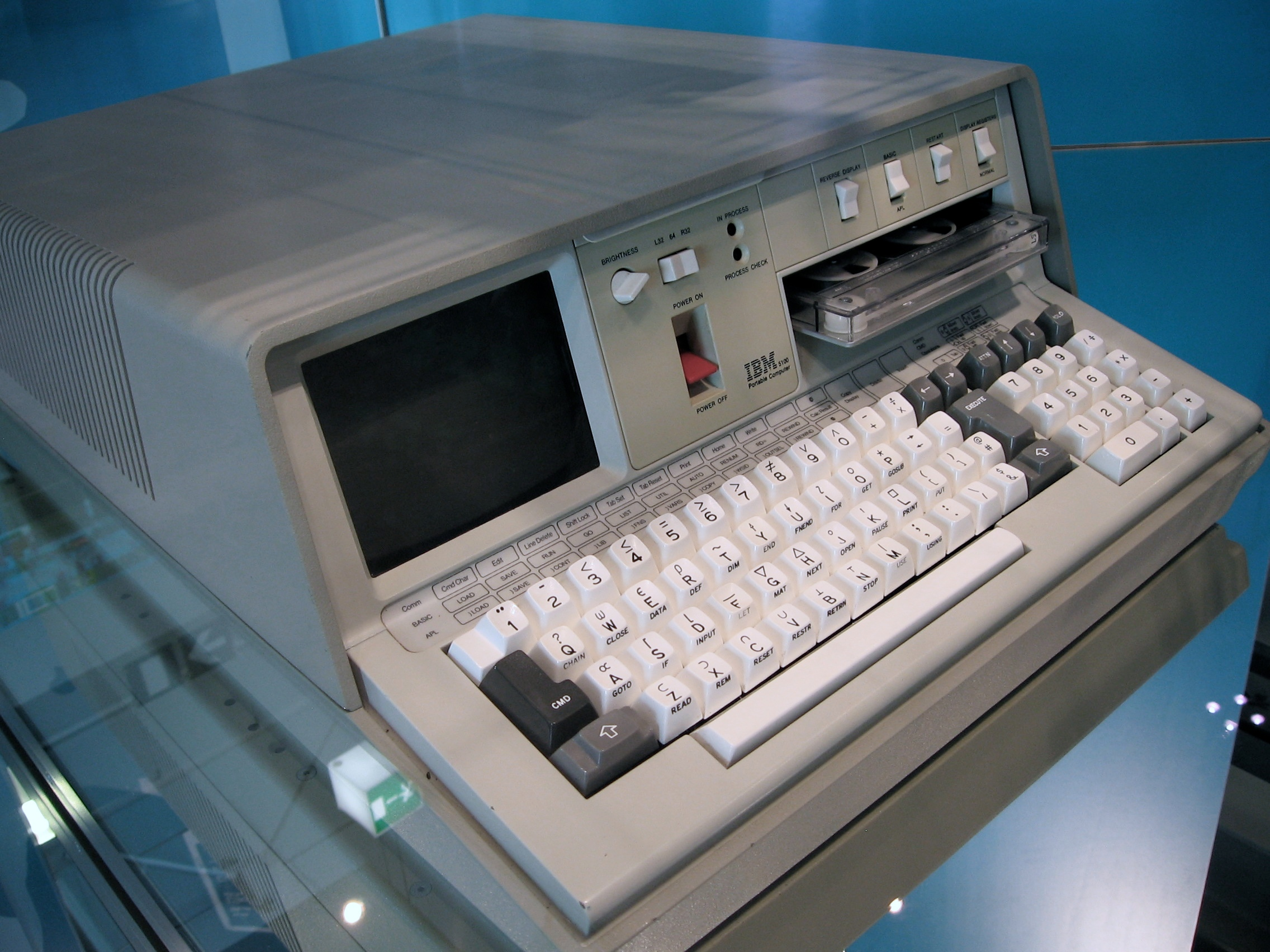
IBM 5100 Mikrocomputer

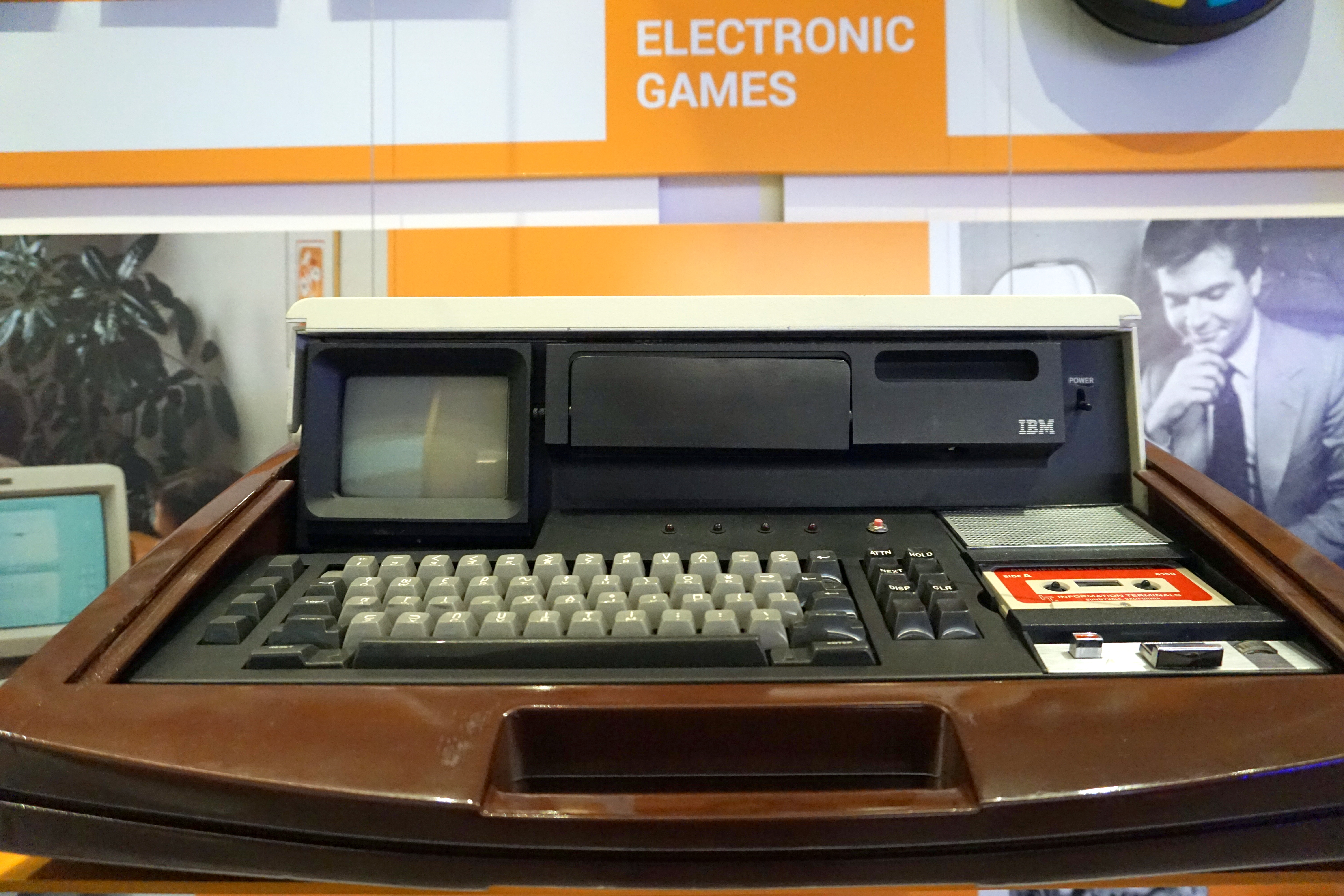
Prototyp IBM SCAMP (1973)

IBM 5100 war der Name der ersten Serie von Mikrocomputern, die IBM 1975 vorstellte. Dazu gehörten sowohl (für damalige Zeiten) kompakte Systemeinheiten, sowie eine Auswahl an praktischer Peripherie. Die 5100er waren zwar die Vorgänger des IBM PC (Typ 5150), ähneln diesem technisch jedoch in keiner Weise. Trotz des revolutionären Konzepts, das sehr praktisch war, wurde die Serie ein Flop.

## IBM SCAMP
Der SCAMP (Special Computer, APL Machine Portable) stellte den Prototyp des 5100 Portable Computer (siehe unten) dar. Er bestand aus einem Gehäuse, das dem der damals üblichen Tischrechner ähnelte. Eingebaut war ein kleiner 5″-Monitor, eine komplette Tastatur mit Nummernfeld, sowie ein Bandlaufwerk. Als Prozessor diente eine eigens für diesen Rechner entwickelte Mehrchip-Lösung namens PALM. Als Software bzw. Betriebssystem waren ausschließlich die Programmiersprachen APL, BASIC, oder – per Schalter wählbar – beide, verfügbar.

## IBM 5100 Portable Computer
Erstes frei verkäufliches Modell war der IBM Portable Computer (Typ 5100), der am 9. September 1975 mit der PALM-CPU auf den Markt kam. Erst bei den wesentlich späteren Modellen hatte die IBM auch Mikroprozessoren von Fremdherstellern benutzt, so beispielsweise den Intel 8085 beim System/23.
Der 5100 entsprach weitestgehend dem SCAMP (siehe oben), besaß jedoch ein QIC-Bandlaufwerk für DC300-Kassetten mit 204 kB Kapazität. Je nach Ausstattung von Arbeitsspeicher und Programmiersprache schlug der 5100 mit 9.000 bis 20.000 US-Dollar zu Buche (nach heutiger Kaufkraft rund 45.300 bis 100.700 US-Dollar).
Als Beispiel hier ein Codefragment für einen Internal Machine Fix (IMF) für den IBM 5100:
```
 ; Patch file for the IBM 5100, not runnable on the 5110!
 0200    1064            CTRL $0, #$64           ; display off

                         ; Clear bottom half of screen (lines 8 to 15)
 0202    D201 0400       LWI R2, #$0400
 0206    D501 0100       LWI R5, #$0100
 020A    2653            MOVE R6, $A6            ; constant 0
 020C    5621            MOVE (R2)+, R6
 020E    F500            SUB R5, #$01
 0210    C503            SZ R5
 0212    F007            BRA -$08                ; → $020C

 0214    015C            MHL R1, R5
 0216    C103            SZ R1
 0218    F00D            BRA -$0E                ; → $020C

 021A    2152            MOVE R1, $A4
 021C    B140            SET R1, #$40
 021E    3152            MOVE $A4, R1            ; set RAMEXEC flag

 0220    2161            MOVE R1, $C2            ; address of I/O supervisor entry
 0222    3177            MOVE $EE, R1            ; address of ROS code to be executed
 0224    D301 033A       LWI R3, #$033A          ; address of IOCB
 0228    D101 0230       LWI R1, #$0230          ; address of RAM code to be executed (=return address)
 022C    3174            MOVE $E8, R1
 022E    2075            JMP ($00EA)             ; jump to toggle return to ROS

```

## IBM 5110 Portable Computer Model 1
Im Jahre 1978 kam die verbesserte Variante vom Typ 5110 Model 1 auf den Markt. Es wurden unter anderem die neuen externen 8″-Diskettenlaufwerke (siehe unten) und der damals bei IBM ansonsten gebräuchliche Zeichencode EBCDIC unterstützt; der 5100 verwendete noch einen eigenen Zeichencode.

## IBM 5110 Portable Computer Model 2
Der 5110 Model 2 entsprach dem Model 1, beinhaltete jedoch kein Bandlaufwerk und auch keine Anschlussmöglichkeit dafür.

## IBM 5120 (5110 Model 3)
Beim 5110 Model 3 handelt es sich um die einzeln nicht erhältliche Systemeinheit des 5120, ein Paket aus eben genanntem Rechner und einem passenden Drucker. In die Systemeinheit waren ein größerer Monitor und zwei 8″-Diskettenlaufwerke integriert. Die Tastatur war fest vor dem Gerät angebracht. Mit fast 50 kg Gewicht ist der 5110 Model 3 der wohl schwerste Schreibtischrechner. Aus dem 5110 Model 3 wurde später das System/23 entwickelt, welches ein sehr ähnliches Gehäuse besitzt.

## Peripherie
Peripherie ließ sich an die Systemeinheiten über eine Kombination von drei Kabeln anschließen, die den Systembus repräsentieren. Die Geräte ließen sich kaskadieren. Beispiel: Systemeinheit ← Drucker ← Bandlaufwerk.
Der Matrixdrucker 5103 war sowohl einzeln als auch als Bestandteil des Paketes 5120 in Ausführungen mit 80 oder 120 Zeichen pro Sekunde erhältlich.
Die Diskettenstation war ein voluminöses Turmgehäuse mit zwei 8″-Diskettenlaufwerken. Sie unterstützte unter anderem das Format IBM 3740 (welches bis heute bei diversen Computersystemen beibehalten wurde) und erlaubte das Speichern von bis zu 1,1 MB pro Diskette. Die 3740-Kompatibilität ermöglichte den Datenaustausch mit anderen Rechnern von IBM und sorgte zusammen mit der – beim Bandlaufwerk nicht vorhandenen – Möglichkeit, schnell und gezielt auf Daten zuzugreifen, dafür, dass sich die 5100er-Rechner nun auch für den täglichen Einsatz im Büro mit mehreren Arbeitsplätzen eigneten.
Das Bandlaufwerk entspricht dem des 5100 bzw. 5110 Model 1, jedoch in eigenem Gehäuse.
Des Weiteren war ein IEEE-488-Interface verfügbar, was eine breite Palette von bereits für andere Rechnersysteme verfügbaren Zubehör und vor allem diversen Geräten aus der Messtechnik für die Verwendung an Geräten der 5100er-Serie ermöglichte. Zusammen mit der Portabilität der Systemeinheiten wurde so eine Vielzahl von Feldanwendungen ermöglicht.